# Lingua proto-polinesiaca
Il proto-polinesiaco, (codice linguistico internazionale PPN), è la protolingua ipotetica dalla quale sarebbero derivate tutte le moderne lingue polinesiane. Usando le tecniche della linguistica comparata, gli studiosi sono stati in grado di ricostruire la lingua primigenia, nello stesso modo del protoindoeuropeo e del proto-uralico. Il medesimo metodo ha permesso di supportare le prove archeologiche ed etnografiche che indicano come madre-patria, delle popolazioni che parlavano il Proto-Polinesiaco, la zona compresa tra Tonga, Samoa ed isole adiacenti.

## Fonologia
La fonologia del Proto-Polinesiaco è molto semplice: 13 consonanti, 5 vocali.

### Consonanti
|                 | Bilabiale | Alveolare | Velare | Glottale |
| --------------- | --------- | --------- | ------ | -------- |
| Occlusiva Sorda | *p        | *t        | *k     | *q       |
| Nasale          | *m        | *n        | *ŋ     |          |
| Fricativa       | *f        | *s        |        | *h       |
| Vibrante        |           | *r        |        |          |
| Laterale        |           | *l        |        |          |
| Semivocale      | *w        |           |        |          |

### Vocali
Il Proto-Polinesiaco ha cinque vocali semplici, /a/ /e/ /i/ /o/ /u/, senza distinzioni di lunghezza. In diverse lingue figlie,  sequenze di vocali successive si sono riunite per produrre vocali lunghe e dittonghi, ed in alcuni linguaggi questi suoni sono divenuti, più tardi, dei fonemi.

### Corrispondenze di suoni
| Proto-Polinesiaco                          | *p | *t | *k | *q (ʔ) | *f    | *w | *s | *h  | *m | *n | *ŋ | *l | *r  |
| Lingua tongana                             | p  | t  | k  | ʔ      | f     | v  | h  | h   | m  | n  | ŋ  | l  | Ø   |
| Lingua niueana                             | p  | t  | k  | Ø      | f     | v  | h  | h   | m  | n  | ŋ  | l  | Ø   |
| ?                                          | p  | t  | k  | ʔ/Ø    | f     | v  | h  | h/Ø | m  | n  | ŋ  | l  | l/Ø |
| Polinesiaco-Proto-Nucleare                 | p  | t  | k  | ʔ      | f     | w  | s  | Ø   | m  | n  | ŋ  | l  | l   |
| Lingua samoana                             | p  | t  | ʔ  | Ø      | f     | v  | s  | Ø   | m  | n  | ŋ  | l  | l   |
| Lingua futuniana                           | p  | t  | k  | ʔ/Ø    | f     | v  | s  | Ø   | m  | n  | ŋ  | l  | l   |
| Lingua tikopia                             | p  | t  | k  | Ø      | f     | v  | s  | Ø   | m  | n  | ŋ  | ɾ  | ɾ   |
| Lingua nukuoro                             | p  | t  | k  | Ø      | h     | v  | s  | Ø   | m  | n  | ŋ  | l  | l   |
| Lingua rapanui                             | p  | t  | k  | ʔ/Ø    | v/h   | v  | h  | Ø   | m  | n  | ŋ  | ɾ  | ɾ   |
| Proto-Polinesiaco orientale                | p  | t  | k  | Ø      | f     | w  | h  | Ø   | m  | n  | ŋ  | l  | l   |
| MVA, Lingua rarotongana                    | p  | t  | k  | Ø      | ?/v   | v  | ʔ  | Ø   | m  | n  | ŋ  | ɾ  | ɾ   |
| Lingua tuamotuana                          | p  | t  | k  | Ø      | f/h/v | v  | h  | Ø   | m  | n  | ŋ  | ɾ  | ɾ   |
| Lingua māori                               | p  | t  | k  | Ø      | wh/h  | w  | h  | Ø   | m  | n  | ŋ  | ɾ  | ɾ   |
| Lingua tahitiana                           | p  | t  | ʔ  | Ø      | f/v/h | v  | h  | Ø   | m  | n  | ʔ  | ɾ  | ɾ   |
| Lingua delle isole Marchesi settentrionali | p  | t  | k  | Ø      | h     | v  | h  | Ø   | m  | n  | k  | ʔ  | ʔ   |
| Lingua delle isole Marchesi meridionali    | p  | t  | ʔ  | Ø      | f/h   | v  | h  | Ø   | m  | n  | n  | ʔ  | ʔ   |
| Lingua hawaiiana                           | p  | k  | ʔ  | Ø      | h/w   | w  | h  | Ø   | m  | n  | n  | l  | l   |

## Vocabolario
Di seguito una tavola che rappresenta semplici parole in differenti linguaggi Il segno <'> rappresenta  un'Occlusiva glottidale, IPA /ʔ/. Tutti i segnii <ng> (<g> nel samoano) rappresentano il singolo fonema /ŋ/. La lettera <r> in ogni caso rappresenta l'alveolare sonora /ɾ/.  
|                   | Vocabolario Polinesiaco |         |         |             |           |         |              |              |           |            |
| Proto-Polinesiaco | Tongano                 | Niueano | Samoano | Rapanui     | Tahitiano | Māori   | Rarotongano  | Marchesi sud | Hawaiiano | Italiano   |
| *taŋata           | tangata                 | tangata | tagata  | taŋata      | ta'ata    | tangata | tangata      | ʻenata       | kanaka    | uomo       |
| *sina             | hina                    | hina    | sina    | hina        | hinahina  | hina    | ʻina         |              | hina      | brizzolato |
| *kanahe           | kanahe                  | kanahe  | ʻanae   |             | 'anae     | kanae   | kanae        |              | ʻanae     | triglia    |
| *tiale            | siale                   | tiale   | tiale   | tiare       | tiare     | tīare   | tiare        |              | kiele     | fiore      |
| *waka             | vaka                    | vaka    | vaʻa    | vaka        | va'a      | waka    | vaka         | vaka         | waʻa      | canoa      |
| *fafine           | fafine                  | fifine  | fafine  | vi'e/vahine | vahine    | wahine  | vaʻine       | vehine       | wahine    | donna      |
| *matuqa           | motuʻa                  | motua   | matua   | matuʻa      | metua     | matua   | metua, matua | motua        | makua     | genitore   |
| *rua              | ua                      | ua      | lua     | rua         | rua       | rua     | rua          | ʻua          | lua       | due        |
| *tolu             | tolu                    | tolu    | tolu    | toru        | toru      | toru    | toru         | toʻu         | kolu      | tre        |